# Diplomaragna ganini
Diplomaragna ganini är en mångfotingart som beskrevs av Mikhaljova 1993. Diplomaragna ganini ingår i släktet Diplomaragna och familjen Diplomaragnidae. Inga underarter finns listade i Catalogue of Life.